# Антисемитизм в католических монашеских орденах
Католические монашеские ордена, францисканцы, доминиканцы и иезуиты, играли важную роль во взаимоотношениях между католической церковью и евреями. Ордена активно участвовали в преследовании евреев, антиеврейской проповеди и попытках обращения евреев в христианство.

## Ордена
Орден францисканцев представляет собой нищенствующий монашеский орден, основанный около 1209 года и утверждённый папой римским Гонорием III в 1223 году. Он был образован из братства миноритов, которое вело проповедь евангельских идеалов и занималось благотворительностью. Орден доминиканцев был создан святым Домиником и утверждён папой Гонорием III в 1216 году. Первоначальная его цель заключалась в проповеднической деятельности, направленной против христианских ересей. С 1232 году к ведению ордена была отнесена инквизиция. Её деятельность сначала распространялась на христианские ереси — альбигойцев и вальденсов. Существенный удар доминиканцам нанесла Реформация, и позднее доминиканцы уступили значительную часть своего влияния иезуитам. Орден иезуитов, или общество Иисуса, основал в 1534 году испанец Игнатий де Лойола для борьбы против Реформации.

## История
Францисканцы вначале не считали борьбу с ересями и проповедь среди иноверцев своей главной целью, однако принимали некоторое участие в этой деятельности, которая была основной задачей другого ордена, доминиканцев. Францисканцы не занимались миссионерством среди евреев, которая была важной частью деятельности доминиканских монахов. Францисканцы, наряду с доминиканцами, стали активно заниматься схоластическим богословием, однако францисканская концепция миссии, основанная на подражании бедности Христа и проповеди евангельского слова, менее подходила для этого начинания, чем доминиканский стиль прямой конфронтации и рациональной аргументации. Не менее важным фактором был сильный апокалиптический компонент францисканской духовности, в частности влияние эсхатологии Иоахима Флорского, которая подчёркивала критическую роль евреев в конце истории спасения. Традиционная августинская терпимость хорошо сочеталась с францисканским ожиданием мирного обращения евреев в конце времён.
Хотя францисканцы оставались в стороне от деятельности, которая привела доминиканских монахов к миссионерскому изучению иврита, ряд значимых слабо связанных между собой францисканских деятелей использовал в своей учёной деятельности иврит и арамейский язык. Эти учёные рассматривали еврейскую Библию и арамейские переводы как бесценные инструменты, в том числе при исправлении проблем в передаче латинского Ветхого Завета или создании новых буквально-исторических прочтений Писания. Движение достигло своего пика в начале XIV века, когда Николай де Лира написал комментарий к Библии, широко использовавший еврейскую Библию, комментарии Раши и другие раввинские тексты для раскрытия буквального значения Писания. Не будучи многоичисленными, францисканские гебраисты XIII—XIV веков были влиятельными авторами, и их работа проложила путь к гебраизму гуманистов и реформаторов XV—XVI веков. К XV веку антиеврейская риторика проникла в проповеди большего числа популярных францисканских проповедников. В их писаниях в качестве риторического символа неверия и отвержения Христа выступал в большинстве случаев воображаемый, символический еврей. Например, антиеврейские проповеди Бернардина Сиенского использовали образ еврея-ростовщика, чтобы побудить христианскую аудиторию к покаянию, христианскому милосердию и возвращению к более строгому христианскому образу жизни.
Францисканцы инициировали кровавый навет на евреев в Вальреасе в 1247 году, убийства евреев в Наварре в 1328 году, а позднее — стали инициаторами гонений на конверсос (новые христиане) и создания инквизиции в Испании. Однако взгляды спиритуалов, бывших радикальным крылом ордена францисканцев, существенно повлияли на мистические течения в среде испанских евреев в XIII—XIV веках. Первоначальная миссия доминиканцев быстро расширилась, включив в себя обращение мусульман и иудеев.
Вскоре после основания ордена доминиканцев деятельность вверенной ему инквизиции распространилась и на евреев. В папских буллах были приравнены к еретикам те крещёные евреи, которые вернулись к иудейской религии и те, кто склонял их к этому. С конца XIII века члены ордена занимались преследованиями евреев на территории южной Франции. За усердие в гонениях на еретиков доминиканцы именовались «domini canes» — «Божьи псы». Особую жестокость в преследовании обращённых в христианство евреев, которых подозревали в тайном следовании иудаизму, проявил член ордена Томас де Торквемада, великий инквизитор Испании.
Члены ордена доминиканцев играли ведущую роль в гонениях на Талмуд и актах его сожжения, как и в цензуре других иудейских книг. Доминиканцы стремились понимать написанное в еврейских книгах, чтобы лучше подготовиться к миссионерству и агитации в среде евреев, для чего орден в середине XII века ввёл правило изучения иврита. К концу XIII века по настоянию испанских монахов орден доминиканцев основал языковые школы, посвящённые нуждам миссионерства среди нехристиан. Понимая, что эффективным будет использование текстов, авторитетных для целевой аудиторией, монахи изучали арабский, иврит и арамейский. Согласно христианскому богословию, еврейская Библия содержит в себе доказательства христианского учения. Монахи также пришли к убеждению, что некоторые места Талмуда, если их «правильно» прочесть, также подтверждают эту «истину», а остальная часть раввинской традиции представляет собой преднамеренное затемнение этой «истины». В своем массивном труде «Кинжалы веры против евреев и мавров» Раймунд Мартин, известный доминиканский теолог, стремился отделить «доказательства» христианства от еврейских «нелепостей». В частности, Мартин подделывал цитаты из Талмуда.
Доминиканцы обязывали евреев выслушивать проповеди христианства часто становились организаторами публичных религиозных диспутов, начиная с Парижского диспута в 1240 году. С XIII века в связи с возникновением ордена доминиканцев и развитием схоластики диспут как таковой стал основным методом учёных изысканий, и иудейско-христианские диспуты стали ведущей формой религиозной полемики между этими двумя религиями.
В работах доминиканцев с XIII по XVII век антиеврейская полемика занимала важное место. В Средние века циркулировало большое число трактатов против евреев, написанных доминиканцами, таких как «Еврейская морда», «Колчан стрел против евреев» и «Ошибки Талмуда». Эти тексты были предназначены в качестве справочников для проповедников, ориентированных на проповедь среди евреев. Обращëнные в христианство, такие как Николя Донин, Пабло Кристиани и епископ Павел Бургосский, активно участвовали в атаках на евреев, используя свои знания еврейской традиции против бывших единоверцев.
Хотя убеждение ранних доминиканцев, что проповедь среди евреев приведет к их масштабному обращению, оказалось необоснованным, еврейский вопрос оставался важным для ордена на протяжении столетий, а принудительные проповеди христианства евреям и организованные диспуты оставались основной тактикой в отношении обращённых евреев. Когда ожидаемого обращения евреев не произошло, некоторые доминиканцы стали относиться к евреям всё более враждебно, считая их иррациональными в их упорстве. Ряд монахов обратились к активным антиеврейским проповедям — в некоторых случаях подстрекая христианскую толпу нападать на своих соседей-евреев. Святой Викентий Феррер, решительно настроенный на обращение евреев, путешествовал по испанским еврейским общинам в сопровождении сотен ревностных христианских флагеллантов, заставляя многих евреев креститься из страха.
Доминиканцы продолжали преследовать евреев в течение всего XVI века. Они участвовали в организации испанской инквизиции и изгнании евреев, цензурировании еврейских книг. Орден стремился как к убеждению евреев, так и к наложению дополнительных ограничений на еврейские общины.
С начала XVI века Доминиканский орден начал активную деятельность против Талмуда, наделив крещёного еврея Иоганна Пфефферкорна полномочиями проверять и приговаривать к уничтожению иудейские книги. Пфефферкорном было подготовлено сожжение Талмуда во Франкфурте-на-Майне, однако германские евреи смогли успешно опротестовать это решение. По постановлению властей, тяжбу о Талмуда следовало передать третейскому судье, в роли которых выступили беспристрастные христианские интеллектуалы. Этим занялся известный христианский учёный-гуманист Иоганн Рейхлин. Благодаря своим полемическим сочинениям и публичным выступлениям ему удалось склонить общественное мнение к положению, что при свободе вероисповедания не обойтись без свободного пользования еврейской литературой. В итоге конфискации и сожжения Талмуда заменила жёсткая внешняя цензура, в сочетании с такой же жёсткой внутренней цензурой, которую проводили сами еврейские издатели, опасавшиеся гнева христиан.
Со времени своего создания орден иезуитов столкнулся с вопросом об отношениях к новым христианам. Основатель ордена Игнатий де Лойола выступал против расистской направленности в Испании, и добился возможности для конверсос становиться членами ордена. Многие видные иезуиты, включая преемника Лойолы на посту генерала ордена в 1558—1565 годах Диего Лайнеса, имели происхождение из конверсос. Однако в 1593 году членство в ордене для потомков евреев и мавров было запрещено. Будучи активными проповедниками католицизма, члены ордена иезуитов часто инициировали нападки на евреев и иудаизм, в особенности в XVIII веке в Польше. Тем не менее, во второй половине XVII века учёный иезуит Антониу Виейра выступал против действий португальской инквизиции, в чём его активно поддерживал орден.

## Современность
Интерес доминиканского ордена к обращению евреев начал угасать в XVIII веке. Прогрессивный доминиканский теолог Ив Конгар сыграл важную роль в составлении декларации Второго Ватиканского собора Nostra Aetate, утверждённой в 1965 году, которая положила начало продолжающемуся процессу глубокой рефлексии Католической церкви и её отмежевания от исторической нетерпимости к евреям и иудаизму. В новейшее время орден доминиканцев отказался от какого-либо миссионерства среди евреев. Среди членов этого ордена имеется большое число крещёных евреев. Доминиканцам принадлежит значительный вклад в сфере библеистики. Члены ордена обычно положительно относятся к Государству Израиль. В Иерусалиме имеется несколько монастырей и церквей ордена доминиканцев.
Иезуиты существенно повлияли на изменение отношения католической церкви к евреям, в особенности в период после Второй мировой войны.